# Vót nyelv
A vót nyelv az uráli nyelvcsalád finnugor ágának kihalás szélén álló tagja. Legközelebbi nyelvrokona az izsór nyelv, aminek egy korábban izolálódott nyelvjárása.
Míg 1848-ban kb. 5 ezer volt a vótok száma, a lélekszámuk száz alá csökkent. 2005. december 24-i számában a The Economist azt írta, hogy már csak körülbelül 20 beszélője maradt. 1989-ben 62-en beszélték a nyelvet; a legfiatalabb 1930-ban született.
Számuk régebben tekintélyesebb lehetett, de a történelem folyamán egy részük Észtországba, más részük Lettországba került, s ott beolvadtak. A második világháború előtt még mintegy ötszázan beszélték a vótot a Finn-öböl déli partvidékén, de a háború szétszórta őket.
Számuk Oroszországban, a 2020-as népszámlálás szerint 21 fő. Főleg a Szentpétervári Területen élnek.